# Soltra E. Tamás
Soltra E. Tamás (Pécs, 1955. április 30. –) magyar szobrász- és éremművész.
A tradicionális, természetelvű művészet képviselője. Korszerű formaalakítással, hagyományos technológia alkalmazásával készíti műveit. Rendkívül sok utólagos kézi munkával alakítja ki a fém öntvényből az érem végleges formáját. Munkássága középpontjában az ember áll. Elsősorban éremművészeti tevékenysége teszi ismertté. 1994 óta a Nyugat-magyarországi Egyetem, Faipari Mérnöki Kar Alkalmazott Művészeti Intézet docense, Sopronban él.

## Tanulmányai
- 1969-1973 Művészeti Szakközépiskola, Pécs, tanára: Palotás József.
- 1976-1980 Tanárképző Főiskola, Pécs, rajz-földrajz szak, szobrász mestere: Bors István.
- 1987-1988 Janus Pannonius Tudományegyetem, Pécs, intenzív rajz szak. Konzulensek: Bencsik István, Keserü Ilona, Kovalovszky Márta.

## Kiállításai

### Csoportos kiállítások (válogatás)
- 1989 óta minden Országos Érembiennále, Sopron
- 1989 Sala Comunale AI MULINI, Portogruaro, (Olaszország)
- 1991 KépesCéh, Collégium Hungaricum Wien
- 1992-2004 FIDEM Nemzetközi Éremművészeti Kiállítás
- 1992 II. Országos Szobrászrajz biennále, Beszterce, Naszód, Zilah, Kolozsvár, Bákó, Jászvásár, Karácsonkő
- 1994 Kisszobor ‘94, Vigadó Galéria, Budapest
- 1995 Bronz háromszög, Városi Galéria, Nyíregyháza
- 1995 The Bronze Triagle Kremnica, Uherské Hradiste
- 1997 Határesetek. Az érem harmadik oldala, Budapest Galéria, Budapest
- 1998 A szekszárdi Művésztelep gyűjteményes kiállítása, Duna Galéria Budapest
- 2000 Műhelymunkák-Mesterművek, a soproni KépesCéh kiállítása, Festőterem Sopron
- 2001 Szobrászaton innen és túl. Műcsarnok, Budapest
- 2001 Szerelem, Csepel Galéria Budapest
- 2002 25 éves a Nyíregyháza-Sóstó Nemzetközi Éremművészeti és Kisplasztikai Alkotótelep, Árkád Galéria, Budapest
- 2002 Mesterveretek Szabó Géza ötvösmester műhelyéből, Vár, Szeged
- 2002 A XIII. Országos Érembiennále díjazottainak kiállítása, Lábasház, Sopron
- 2002 Trigonal Karmeliterkirche Wiener Neustadt
- 2003 Trigonal, Lábasház, Sopron (H), Palazzo Frangipane, Tarcento (I)
- 2005 Határesetek az Éremművészetben III. Magyar Képzőművészek és Iparművészek Szövetsége Székháza, Budapest, Pincegaléria Pécs
- 2005-2006 La Divina Commedia Illustrata Dagli Artisti Ungheresi, Római Magyar Akadémia, Róma, Umberto Mastroianni Alapítvány, Arpino, Vittoria Colonna Múzeum, Pescara (I)
- 2006 60 éves a Forint, Magyar Nemzeti Bank Budapest
- 2006 15 éves a  Képző és Iparművészek Szövetsége Érem Szakosztálya, Árkád Galéria, Budapest

### Egyéni kiállításai (válogatás)
- 1989 Hotel Sopron Galéria, Sopron
- 1994 Galerie im Kornhaus, Rorschach (CH)
- 1995 Műhely Galéria, Pécs
- 1997 Lábasház, Sopron
- 2000 Petőfi Színház előcsarnoka, Sopron
- 2007 Lábasház, Sopron

## Díjai, elismerései (válogatás)
- 1980 Művészet és Ifjúság Országos Képzőművészeti pályázat I. díj
- 1989 Országos Érembiennále, Rojsz Vilmos Alapítvány Vásárlási díj, Sopron
- 1991 Országos Érembiennále, Országos Széchenyi Emlékbizottság díja, Sopron
- 1991 FIDEM Nemzetközi Éremművészeti Kiállítás, Budapest, a Magyar Képzőművészek és Iparművészek Szövetsége díja
- 1995 Országos Érembiennále, Sopron, Ferenczy Béni-díj
- 1996 FIDEM Nemzetközi Éremművészeti Kiállítás, Neuchatel (CH), a Finn Képzőművészek Szövetsége díja
- 1999 Országos Érembiennále, Rojsz Vilmos Alapítvány Vásárlási díj, Sopron
- 2000 Sopron Kultúrájáért díj
- 2001 Országos Érembiennále, Sopron, Nemzeti Kulturális Örökség Minisztériuma díja
- 2005 Országos Érembiennále, Sopron, Ferenczy Béni-díj
- 2006 FIDEM AT 70 érempályázat díja
- 2006 A Nyugat-magyarországi Egyetem kiváló oktatója
- 2009 Országos Érembiennále, Sopron, Civitas Fidelissima-díj
- 2011 Országos Érembiennále, Sopron, a Magyar Képzőművészek és Iparművészek Szövetségének díja
- 2012 Ligeti Erika-díj

## Köztéri munkái (válogatás)

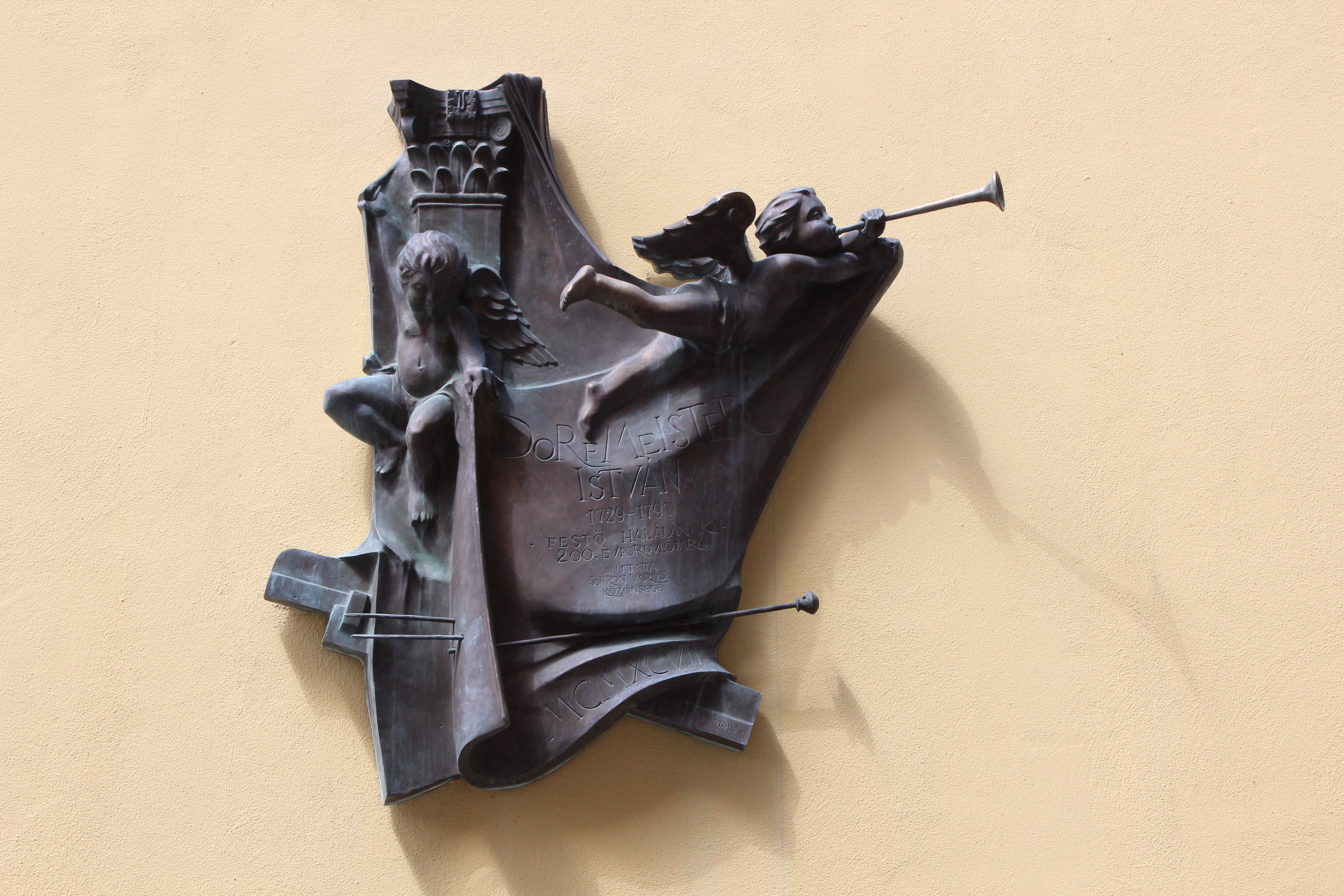
Dorfmeister István emléktábla (Sopron, 1997)

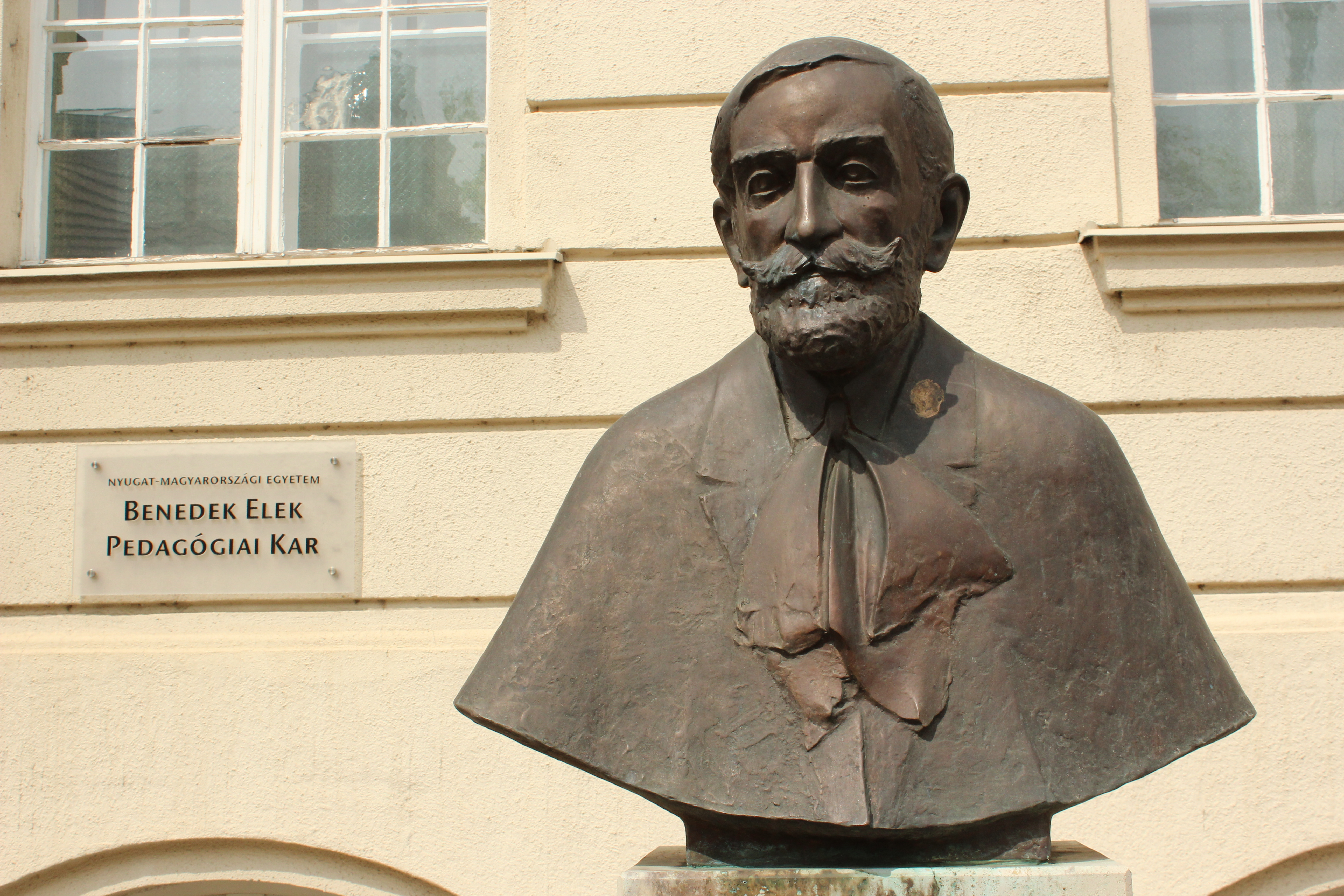
Benedek Elek (Sopron, 2002)

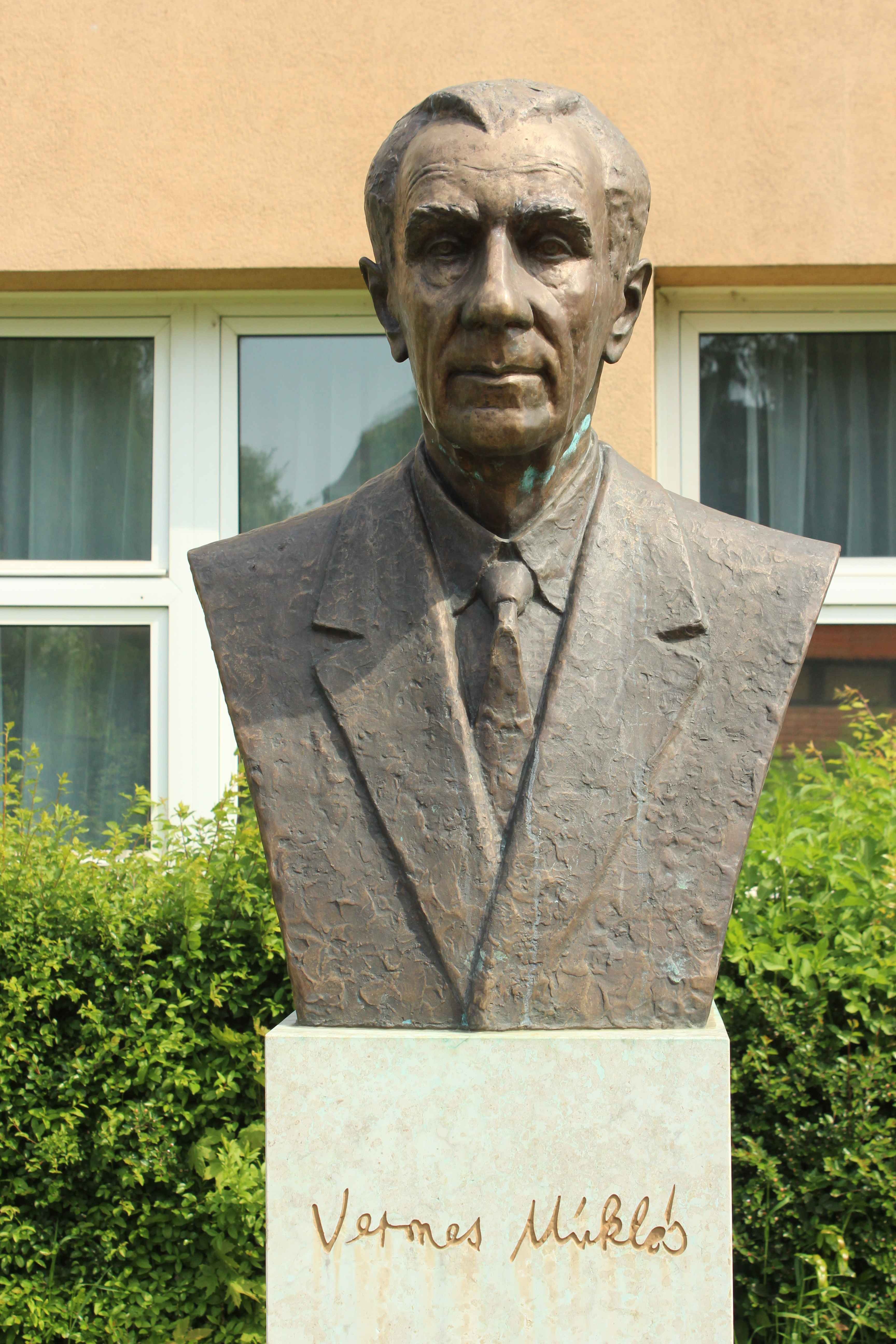
Vermes Miklós (Sopron, 2005)

- 1992 Rösch Frigyes domborműves emléktábla, keménymészkő, bronz 50 x 70 cm, Sopron, Új utca 13.
- 1992 Gróf Széchenyi István domborműves emléktábla, vörös márvány, bronz 70 x 110 cm, Megyeháza nagyterme, Sopron, Fő tér
- 1994 Lovag Kőmáli Flandorffer Ignác domborműves emléktábla, zöld márvány, bronz, 105 x 75 cm, Gázmű homlokzata, Sopron, Táncsics Mihály utca 12.
- 1996 Luther Márton domborműves emléktábla, fehér márvány, kőkeret, bronz, 85 x 115 cm, Evangélikus Templom előcsarnoka, Sopron, Templom utca
- 1997 id. Dorfmeister István két figurás dombormű, bronz 120 x 110 cm, Szent Lélek templom oldalfala, Sopron, Szent Lélek utca
- 2000 Schármár János és fia kettős portré-dombormű, bronz, 105 x 130 cm, Sopron, Frankenburg út -Vörösmarty út sarokház
- 2001 Dr. Környei Attila portrédomborműves emléktábla, fehér márvány, bronz, 55 x 75 cm, Nagycenk, Széchenyi István Emlékmúzeum előcsarnoka
- 2002 Benedek Elek-mellszobor, kemény mészkő, bronz, 50 x 80 x 255 cm, Benedek Elek Pedagógiai Kar épületének előkertje, Sopron, Frenczy J. u. 5.
- 2003 Hűségkút, háromalakos díszkút, isztriai keménymészkő, aranyozott bronz 630 x 630 x 460 cm, Sopron, Várkerület
- 2005 Vermes Miklós-mellszobor, isztriai keménymészkő, bronz, 50 x 70 x 260 cm, Sopron, Vitnyédi úti szoborpark
- 2005 Figurális dombormű az 1455. évi Győri Országgyűlés emlékére, fekete gránit, viaszvesztéses bronz, 70 x 100 cm, Megyei Levéltár homlokzata Győr, Liszt Ferenc u. 13.
- 2005 Domborműves emléktábla az 1921-es népszavazás alkalmából felajánlott soproni banképület 80. évfordulójára, fekete gránit, öntött, szerelt bronz, 75 x 115 cm, Sopron
- 2006 Emlékmű az 1956-os forradalom és szabadságharc 50. évfordulójára, fekete gránit, bronz, 60 x 85 x 320 cm, a Nyugat-magyarországi Egyetem botanikus kertje, Sopron, Bajcsy-Zs. u. 5.
- 2007 Corpus, öntött, szerelt bronz, 43 x 72 cm, Szent György Dómtemplom altemploma, Sopron, Szent György utca